# Venon, Isère
Venon là một xã thuộc tỉnh Isère, trong vùng Rhône-Alpes ở đông nam nước nước Pháp. Xã này nằm ở khu vực có độ cao từ 298-921 mét trên mực nước biển. Theo điều tra dân số năm 2006 của INSEE, xã có dân số 688 người.